# 根岸栄隆
根岸 栄隆（ねぎし ひでたか、1888年-1977年）は、日本の川柳名人、文筆家、著述家、作家。
十四世川柳名人を号し、東京川柳会を主宰。鳥居の研究者としても知られる。都市計画家石川栄耀の実兄。東京都出身。

## 生涯
青山学院旧中等科をへて、1915年、日本大学法学部法学科卒業。その後小説の指導を村上浪六に師事し採掘場の管理人などを務めながら著述活動を展開。しばらくして下野新報や日刊ラジオ新聞などの記者を歴任する。
1937年、弟栄耀と商業都市美協会を立ち上げて常任幹事に就任すると同時に機関紙「商業都市美」編集主幹、また人形町通商店街商業組合で指導委員を務める。その他東京府商店街商業組合連盟会の活動にも関与する。戦後は都市美新聞社を設立。

## 著書
- 裸体美の研究　時代世相研究会　1931年
- 毛　燎原社　1931年
- 商店街商組読本（編集）　東京府商店街商業組合連合会　1937年
- 鳥居の研究　厚生閣　1943年
- 考える葦　根岸川柳作品集刊行会　1959年
- 古川柳辞典（全5巻）日本新聞社　1956年